# Labastida
Labastida (baskijski: Bastida) – gmina w Hiszpanii, w prowincji Araba, w Kraju Basków, o powierzchni 38,17 km². W 2011 roku gmina liczyła 1508 mieszkańców.